# Sirsjön (Götlunda socken, Närke)
Sirsjön är en sjö i Arboga kommun i Närke och ingår i Norrströms huvudavrinningsområde. Sjön har en area på 0,111 kvadratkilometer och ligger 33,5 meter över havet.

## Delavrinningsområde
Sirsjön ingår i det delavrinningsområde (658320-149845) som SMHI kallar för Utloppet av Tjurlången. Medelhöjden är 41 meter över havet och ytan är 12,21 kvadratkilometer. Det finns inga avrinningsområden uppströms utan avrinningsområdet är högsta punkten. Vattendraget som avvattnar avrinningsområdet har biflödesordning 2, vilket innebär att vattnet flödar genom totalt 2 vattendrag innan det når havet efter 189 kilometer. Avrinningsområdet består mestadels av skog (74 procent). Avrinningsområdet har 1,49 kvadratkilometer vattenytor vilket ger det en sjöprocent på 12,2 procent.